# Гарднер, Генри Брайтон
Генри Брайтон Гарднер (англ. Henry Brayton Gardner; 26 марта 1863, Провиденс, Род-Айленд — 22 апреля 1939, Провиденс, Род-Айленд, США) — американский экономист.

## Биография
Родился в городе Провиденс 26 марта 1863 года. Он учился в университетской гимназии и окончил Брауновский университет в 1884 году. Получил степень доктора философии в Университете Джонса Хопкинса в 1890 году.
Одновременно он был преподавателем политэкономии в Брауновском университете с 1888 по 1890 годы. Он стал доцентом в 1890 году и полным профессором в 1898 году после дополнительной стажировки в Германии.
В 1919 году он стал первым Eastman Professor of Political Economy и президентом Американской экономической ассоциации. Он специализировался на курсах по деньгам, банкам и общественному сектору, но продолжал преподавать также вводный курс экономики.
Был одним из редакторов «Истории финансов Соединенных Штатов» (Financial History of the United States), подготовленной под эгидой Института Карнеги. Он был руководителем факультета экономики до выхода на пенсию в 1928 году.
Генри Гарднер умер в Провиденсе 22 апреля 1939 года.

## Публикации
- Outlines of lectures in elementary economics, Brown University (1896)[2]
- History of taxation in Rhode Island to the year 1790[3]